# Специальные звания в Следственном комитете Российской Федерации
Специальные звания в Следственном комитете Российской Федерации — специальные звания, присваиваемые сотрудникам Следственного комитета Российской Федерации, его учреждений и организаций, проходящим службу на должностях, для которых предусмотрено присвоение специальных званий.
Специальные звания присваиваются сотрудникам Следственного комитета персонально, последовательно, при условии соответствия специального звания замещаемой должности, а также с учетом других условий, предусмотренных «Положением о Следственном комитете Российской Федерации».

## Специальные звания и сроки выслуги в них
Федеральным законом «О Следственном комитете Российской Федерации» сотрудникам Следственного комитета (кроме военнослужащих) установлены следующие специальные звания:
| Младшие специальные звания | Младшие специальные звания | Младшие специальные звания | Младшие специальные звания | Младшие специальные звания | Младшие специальные звания | Младшие специальные звания | Младшие специальные звания | Младшие специальные звания | Младшие специальные звания           | Младшие специальные звания           | Младшие специальные звания           |
| Младший лейтенант юстиции  | Младший лейтенант юстиции  | Младший лейтенант юстиции  | Лейтенант юстиции          | Лейтенант юстиции          | Лейтенант юстиции          | Старший лейтенант юстиции  | Старший лейтенант юстиции  | Старший лейтенант юстиции  | Капитан юстиции                      | Капитан юстиции                      | Капитан юстиции                      |
| Старшие специальные звания | Старшие специальные звания | Старшие специальные звания | Старшие специальные звания | Старшие специальные звания | Старшие специальные звания | Старшие специальные звания | Старшие специальные звания | Старшие специальные звания | Старшие специальные звания           | Старшие специальные звания           | Старшие специальные звания           |
| Майор юстиции              | Майор юстиции              | Майор юстиции              | Майор юстиции              | Подполковник юстиции       | Подполковник юстиции       | Подполковник юстиции       | Подполковник юстиции       | Полковник юстиции          | Полковник юстиции                    | Полковник юстиции                    | Полковник юстиции                    |
| Высшие специальные звания  | Высшие специальные звания  | Высшие специальные звания  | Высшие специальные звания  | Высшие специальные звания  | Высшие специальные звания  | Высшие специальные звания  | Высшие специальные звания  | Высшие специальные звания  | Высшие специальные звания            | Высшие специальные звания            | Высшие специальные звания            |
| Генерал-майор юстиции      | Генерал-майор юстиции      | Генерал-майор юстиции      | Генерал-лейтенант юстиции  | Генерал-лейтенант юстиции  | Генерал-лейтенант юстиции  | Генерал-полковник юстиции  | Генерал-полковник юстиции  | Генерал-полковник юстиции  | Генерал юстиции Российской Федерации | Генерал юстиции Российской Федерации | Генерал юстиции Российской Федерации |
| -------------------------- | -------------------------- | -------------------------- | -------------------------- | -------------------------- | -------------------------- | -------------------------- | -------------------------- | -------------------------- | ------------------------------------ | ------------------------------------ | ------------------------------------ |

Сроки пребывания в специальных званиях установлены «Положением о Следственном комитете Российской Федерации»:
- младший лейтенант юстиции — один год
- лейтенант юстиции — два года (один год для выпускников академий Следственного комитета)
- старший лейтенант юстиции — три года
- капитан юстиции — три года
- майор юстиции — четыре года
- подполковник юстиции — пять лет

Специальные звания генерал-майора юстиции и генерал-лейтенанта юстиции присваиваются по истечении не менее двух лет службы в предыдущем специальном звании и не менее одного года в замещаемой должности.
Сроки пребывания в специальном звании генерал-полковника юстиции и генерала юстиции Российской Федерации не установлены.

## Знаки отличия

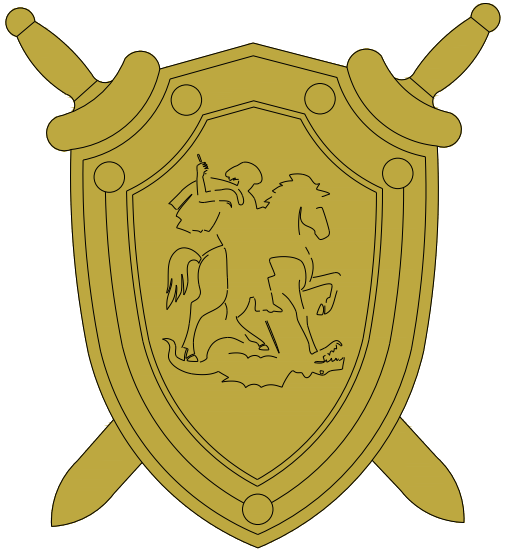
Петличная эмблема СКР